# Johannes Bugenhagen
Johannes Bugenhagen (Wollin, Pomerania, 24 de junio de 1485-Wittenberg, Sajonia, 20 de abril de 1558), también llamado Doctor Pomeranus por Lutero, teólogo luterano alemán que introdujo la reforma protestante en Pomerania y Dinamarca en el siglo XVI.

## Biografía
Bugenhagen nació en el este de Pomerania en 1485. Después de sus estudios en la Universidad de Greifswald se ordenó como sacerdote.
En 1517, el duque Bogislav X de Pomerania mandó a Bugenhagen, que era lector en un monasterio, que escribiera la historia de la provincia llamada "Pomerania" en latín y en 1518 comienza a escribirla.
El primer encuentro de Bugenhagen con la teología de Lutero tiene lugar en 1520 después de leer la obra de Lutero "La cautividad babilónica de la Iglesia". Al principio no le gustaban del todo los pensamientos de Lutero. Sin embargo, una vez que los estudió más profundamente, Bugenhagen se convirtió en seguidor de la Reforma y se trasladó a Wittenberg.
Junto a su trabajo como pastor en Wittenberg después de 1523 y como consejero personal de Lutero, fue asimismo profesor de teología en la Universidad de Wittenberg (hoy en día Universidad Martin Luther).
Además de por sus opiniones teológicas, se hizo bien conocido por su capacidad de organización. Se destacó por llevar la reforma al norte de Alemania y Escandinavia. Tuvo un papel activo en la creación de nuevos reglamentos para las iglesias de Hildesheim, Hamburgo, Lübeck, Pomerania, Schleswig-Holstein, Brunswick, Brunswick-Wolfenbüttel, Noruega y Dinamarca. No solo creó las nuevas reglas, sino que convenció a la gente para seguirlas. Johannes Bugenhagen redactó reglas y normas para los servicios religiosos, para la escolarización y para las cuestiones sociales de la iglesia. Creó la Gelehrtenschule des Johanneums, la institución educativa más antigua de Hamburgo. En 1539, llegó a ser superintendente de la Iglesia de Sajonia.
Después de la muerte de Lutero, se hizo cargo de la viuda y los hijos de aquel. Johannes Bugenhagen murió en Wittenberg en 1558.

## Reconocimientos
- Es conmemorado en el calendario de santos de la iglesia Luterana del Sínodo de Misuri como pastor el día 20 de abril; su nombre figura en el Calendario de Santos Luterano.

- Datos: Q77260
- Multimedia: Johannes Bugenhagen / Q77260